# FIFA '97
FIFA '97 (ook bekend als FIFA Soccer 97) is een spel ontwikkeld door EA Canada en gepubliceerd door Electronic Arts, gebaseerd op de sport voetbal. Het spel kwam uit voor de pc op 24 juni 1996 en de versies voor de PlayStation, SNES, Sega Mega Drive en Sega Saturn volgden.
FIFA 97 was de vierde editie van de toen al populaire FIFA Footballserie. David Ginola stond op de cover van het spel in Europa. Bebeto stond op de cover van de Amerikaanse uitgave.

## Spel ontwikkeling
De belangrijkste verandering op de vorige editie is het indoor speltype. Hier was het mogelijk voetbal te spelen zonder inworpen en corners, omdat de bal altijd in het spel bleef via de muren.
In deze editie van de FIFA Football waren de Engelse, Franse, Italiaanse, Duitse, Schotse en de Nederlandse competitie aanwezig.
Ook was het mogelijk om met meerdere gebruikers te spelen (maximaal 20). Dat was mogelijk via de LAN en met 8 spelers via een modem.

## Ontvangst
| Beoordeeld door                | Platform        | Datum            | Score |
| ------------------------------ | --------------- | ---------------- | ----- |
| Computer and Video Games (CVG) | Windows         | 12 augustus 2001 | 90%   |
| PC Joker                       | DOS             | januari 1997     | 85%   |
| PC Joker                       | Windows         | januari 1997     | 85%   |
| Mega Fun                       | Sega Mega Drive | januari 1997     | 83%   |
| Power Play                     | Windows         | december 1996    | 82%   |
| Total! (Duitsland)             | Game Boy        | december 1996    | 80%   |
| GamePro (USA)                  | Game Boy        | december 1996    | 80%   |
| Mega Fun                       | PlayStation     | januari 1997     | 79%   |
| PC Gameplay (Benelux)          | DOS             | februari 1997    | 76%   |
| GameSpot                       | PlayStation     | 13 december 1996 | 71%   |
| Total! (Duitsland)             | SNES            | januari 1997     | 60%   |
| Electric Playground            | SEGA Saturn     | 28 april 1997    | 50%   |

## Trivia
- FIFA 64, de eerste FIFA-titel op de Nintendo 64, was gebaseerd op FIFA '97.